# Eusarca confusaria
Eusarca confusaria är en fjärilsart som beskrevs av Jacob Hübner 1806. Eusarca confusaria ingår i släktet Eusarca och familjen mätare. Inga underarter finns listade i Catalogue of Life.

## Bildgalleri

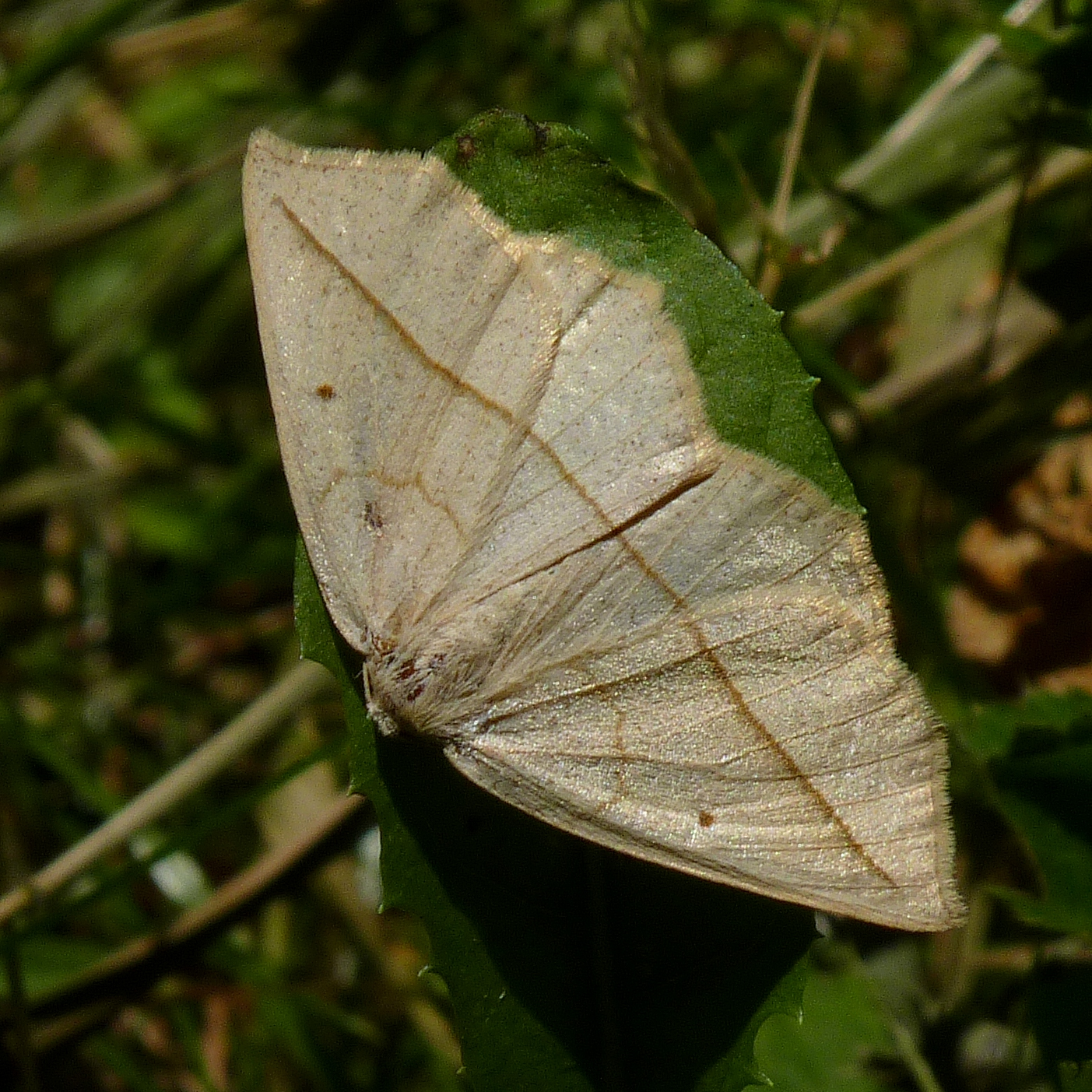
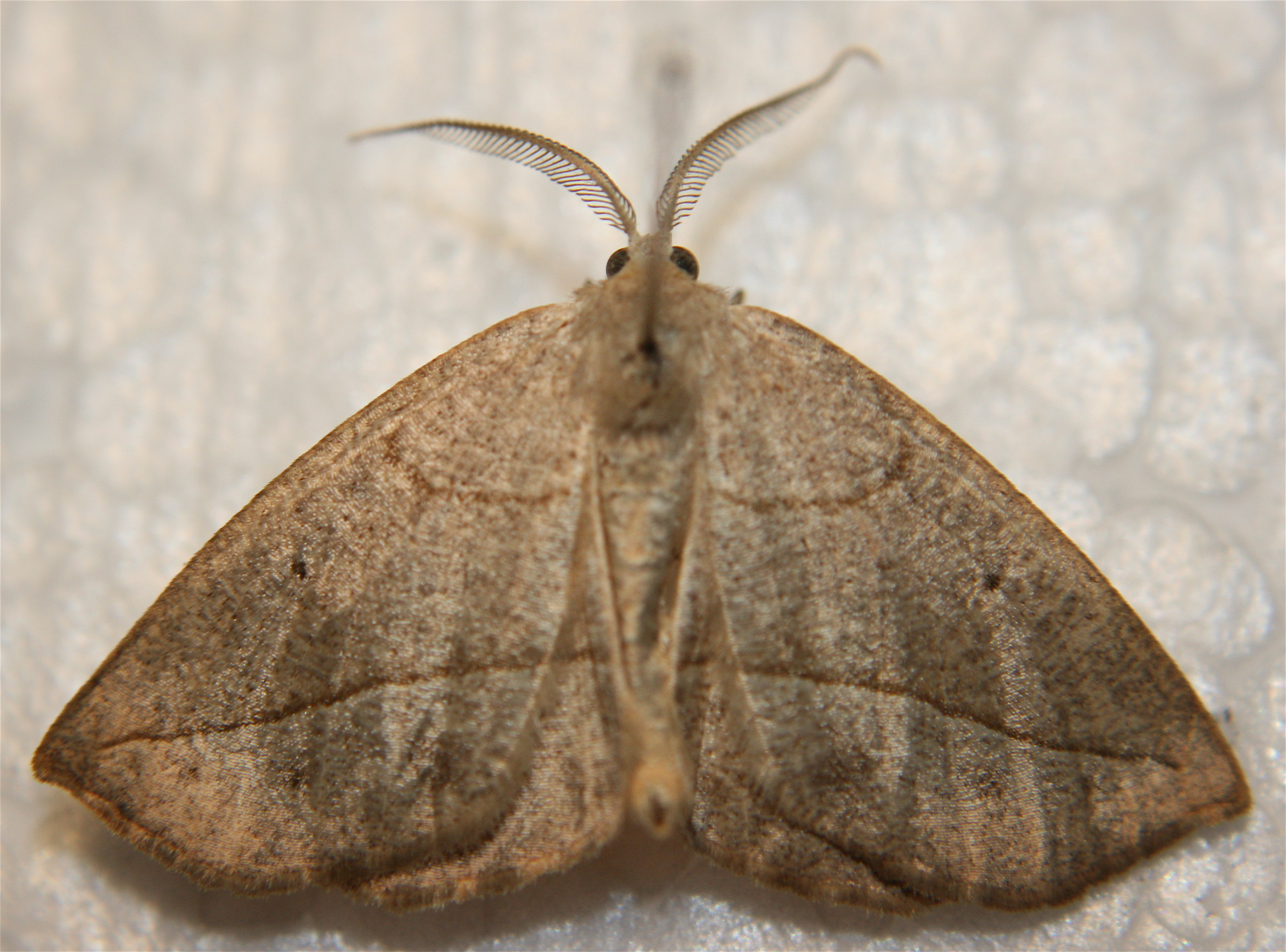